# آداموویتسه، استان ووتسکی
ادامواسی، لودز ویوودشیپ (به لاتین: Adamowice, Łódź Voivodeship) ، در لهستان است که در Gmina Kutno واقع شده‌است.

## خصوصیات
ادامواسی ۲۱۰ نفر جمعیت دارد.